# Peter Frenkel
Peter Frenkel (ur. 13 maja 1939 w Eckartsberga) – wschodnioniemiecki lekkoatleta chodziarz, mistrz olimpijski z Monachium. 
Specjalizował się w chodzie na 20 kilometrów. Po raz pierwszy wystąpił w zawodach światowej rangi w Pucharze Lugano w 1967 w Bad Saarow, gdzie zajął 5. miejsce w tej konkurencji. Na igrzyskach olimpijskich w 1968 w Meksyku zajął na tym dystansie 10. miejsce, a w 1970 zajął 3. miejsce w Pucharze Lugano w Eschborn. Na mistrzostwach Europy w 1971 w Helsinkach zajął 4. miejsce.
Przed igrzyskami olimpijskimi w 1972 w Monachium Frenkel trenował w komorze dekompresyjnej należącej do linii lotniczych Interflug, co dawało efekty podobne do treningu na dużej wysokości. W chodzie na 20 kilometrów na igrzyskach Frenkel i jego kolega z reprezentacji Hans-Georg Reimann objęli prowadzenie i na pierwszych 10 kilometrach oderwali się od pozostałych zawodników, z których najbliżej był obrońca tytułu Wołodymyr Hołubnyczy z ZSRR. Frenkel oderwał się od Reimanna (którego po 18 km wyprzedził także Hołubnyczy) i samotnie zwyciężył.
W 1973 Frenkel zajął 10. miejsce na 20 kilometrów w Pucharze Lugano w Lugano. Nie ukończył chodu na mistrzostwach Europy w 1974 w Rzymie. Zajął 3. miejsce w Pucharze Lugano w 1975 w Le Grand-Quevilly. Na igrzyskach olimpijskich w 1976 w Montrealu zdobył brązowy medal na 20 kilometrów za Meksykaninem Danielem Bautistą i Reimannem.
Dwukrotnie ustanawiał rekord świata w chodzie na 20 000 m na bieżni, najpierw w 1970 (1:25:50), a potem wspólnie z Reimannem w 1972 (1:25:19,4). Oba rekordy ustanowił podczas mistrzostw NRD. Poza dwoma tytułami mistrzowskimi był także srebrnym medalistą na 20 kilometrów w 1971, 1974 i 1974, a brązowym w 1969 i 1973, a w drużynie mistrzem w 1964 i 1965. Zdobył również drużynowe mistrzostwo w chodzie na 35 kilometrów w 1965.
Służył w Narodowej Armii Ludowej podczas kariery sportowej, osiągając stopień majora. Po zakończeniu wyczynowego uprawiania sportu stał się znanym fotografem sportowym. Od 1991 do 1998 był wiceprezesem Związku Niemieckich Olimpijczyków.
Startował w klubie ASK Vorwärts Potsdam.